# Etihad Stadium
Etihad Stadium je fotbalový stadion v Manchesteru, na kterém hraje své domácí zápasy tým Manchester City FC. Byl přestavěn z původně atletického stadionu v roce 2003, ještě jako City of Manchester Stadium. V roce 2011 byl po podepsání sponzorské smlouvy se společností Etihad Airways přejmenován na Etihad Stadium .

## Historie stadionu
Stadión byl původně postaven jako atletický, pro neúspěšný pokus Manchesteru získat letní olympijské hry v roce 2000. Stál 110 miliónů liber, a otevřen byl v roce 2002, pro hry Commonwealthu, poté přestavěn a rozšířen o 12 000 míst, za dalších 30 miliónů liber do dnešní podoby. V roce 2003 se zde odehrál první fotbalový zápas – přátelské utkání Manchester City – Barcelona, který Citizens vyhráli 2:1. První gól vsítil Nicolas Anelka. Zatím nejdůležitější akcí na Etihad Stadium, kterému se také přezdívá Eastlands, bylo finále Poháru UEFA (dnes Evropské Ligy) v roce 2008, mezi Zenitem Petrohrad a Glasgow Rangers. Dále také již zmiňované hry Commonwealthu v roce 2002, reprezentační zápas Anglie – Japonsko (2004), či zápas rugby league Velká Británie – Austrálie (2004).
Nyní, v sezóně 2011/2012 je to pátý největší stadion Premier League, a dvanáctý největší stadion ve Velké Británii. Noví majitelé dále plánují rozšíření kapacity, mluví se až o 60 000 místech.